# Редстоун-Флет 1
Редстоун-Флет 1 (англ. Redstone Flat 1) — індіанська резервація в Канаді, у провінції Британська Колумбія, у межах регіонального округу Карібу.

## Населення
За даними перепису 2016 року, індіанська резервація нараховувала 196 осіб, показавши зростання на 5,9%, порівняно з 2011-м роком. Середня густина населення становила 56,9 осіб/км².
З офіційних мов обидвома одночасно не володів жоден з жителів, тільки англійською — 195. Усього 55 осіб вважали рідною мовою не одну з офіційних, з них усі — одну з корінних мов.
Працездатне населення становило 46,7% усього населення, рівень безробіття — 28,6%.

## Клімат
Середня річна температура становить 2,9°C, середня максимальна – 20,4°C, а середня мінімальна – -19,2°C. Середня річна кількість опадів – 357 мм.
| Клімат поселення                              | Клімат поселення | Клімат поселення | Клімат поселення | Клімат поселення | Клімат поселення | Клімат поселення | Клімат поселення | Клімат поселення | Клімат поселення | Клімат поселення | Клімат поселення | Клімат поселення | Клімат поселення |
| Показник                                      | Січ.             | Лют.             | Бер.             | Квіт.            | Трав.            | Черв.            | Лип.             | Серп.            | Вер.             | Жовт.            | Лист.            | Груд.            |                  |
| Середній максимум, °C                         | −3,43            | 0,58             | 6,45             | 11,78            | 16,30            | 20,04            | 20,43            | 20,13            | 15,49            | 9,77             | 2,10             | −4,69            |                  |
| Середня температура, °C                       | −11,29           | −7,3             | −1,41            | 3,90             | 8,42             | 12,18            | 14,91            | 14,61            | 9,96             | 4,25             | −3,43            | −10,22           |                  |
| Середній мінімум, °C                          | −19,15           | −15,16           | −9,27            | −3,95            | 0,57             | 4,31             | 9,38             | 9,08             | 4,43             | −1,28            | −8,95            | −15,75           |                  |
| Норма опадів, мм                              | 29               | 16               | 13               | 16               | 30               | 42               | 44               | 39               | 29               | 32               | 35               | 32               |                  |
| Середньомісячна швидкість вітру, м/с          | 1.50             | 1.63             | 1.96             | 2.20             | 2.18             | 2.12             | 2.08             | 1.80             | 1.73             | 1.83             | 1.80             | 1.50             |                  |
| Середньомісячна сонячна радіація, кДж/м²·день | 2880             | 5590             | 10325            | 15107            | 18586            | 20194            | 20575            | 17343            | 11996            | 6543             | 3187             | 2130             |                  |
| --------------------------------------------- | ---------------- | ---------------- | ---------------- | ---------------- | ---------------- | ---------------- | ---------------- | ---------------- | ---------------- | ---------------- | ---------------- | ---------------- | ---------------- |
| Джерело:                                      |                  |                  |                  |                  |                  |                  |                  |                  |                  |                  |                  |                  |                  |